# 森蒂斯峰
森蒂斯峰（德語：Säntis）一译圣提斯峰，位于瑞士东北部，海拔2502米，为瑞士东部最高的山峰。顶峰建有观景台、餐厅以及传送电视广播信号的传输塔。乘坐索道可以到达顶峰。